# Stephen Bouquin
Stephen Bouquin (Antwerpen, 9 april 1968 – 21 januari 2025) was een Belgisch hoogleraar, syndicalist, politiek activist en auteur. 

## Biografie
Stephen Bouquin werd geboren in april 1968 in Antwerpen. Als scholier stond hij reeds bekend als activist, en werd actief binnen de Socialistische Jonge Wacht. 
Hij studeerde aan de VUB en de ULB, waar hij tussen 1997 en 2000 ook werkte als onderzoeker aan het Institut Interuniversitaire de Recherche sur le Travail. In 1999 haalde hij een doctoraat in de politieke wetenschappen aan de  Université de Paris 8 - Vincennes Saint-Denis met een thesis over collectieve actie in de automobielsector. 
Daarna was hij actief als postdoctoraal onderzoeker aan de Université de Picardie Jules-Verne in Amiens, en als onderzoeksdirecteur aan de Sorbonne. Hij was ook actief als vormingsmedewerker en lid van wetenschappelijke comités binnen de vakbeweging, in het bijzonder bij het ABVV.
Vanaf 2010 doceerde hij sociologie aan de Université d'Evry-Val-d'Essonne in Frankrijk. 
Bouquin was de auteur van talrijke wetenschappelijke publicaties en boeken, zoals Helemaal anders (2015), en leverde regelmatig bijdragen aan Apache en DeWereldMorgen.

## Politieke activiteiten
Hij was actief binnen de linkervleugel van de Belgische socialistische beweging. Partijpolitiek was hij eerst georganiseerd binnen de Socialistische Arbeiderspartij (SAP), waar hij ook een tijdlang deel uitmaakte van de nationale leiding. Hij verliet de partij na een intern debat over de organisatie van de antifascistische strijd, en de manier waarop samenwerkingsverbanden moesten worden gevormd.. Hij was daarna actief bij Vonk. Overtuigd van de noodzaak van samenwerking ter linkerzijde, was hij later ook een de oprichters van Wij Zijn Socialisten. Daarvoor was hij ook geëngageerd binnen het Comité voor een Andere Politiek en bij Rood!.
Bij de gemeenteraadsverkiezingen van 14 oktober 2018 kwam Bouquin op voor sp.a in Antwerpen. Bouquin stond bekend om zijn verzet tegen de deelname van sp.a aan het Antwerps stadsbestuur van Bart De Wever (N-VA).